# Francesco Corbetta
Francesco Corbetta, en francès Francisque Corbette (Pavia, Itàlia, vers 1615 - París, França, 1681) fou un virtuós guitarrista barroc i compositor italià.
Conegut habitualment per Corbet il Pavese, aconseguí grans èxits en les corts d'Espanya, Anglaterra i França, i favors i mercès d'aquells sobirans.
És autor d'obres molt curioses: La guitarra royale, dedicades respectivament als reis d'Anglaterra i França i publicades, una el 1670, i l'altra el 1673. A més Corbetta publicà cinc llibres encara avui existents per a la guitarra de cinc ordres.
Corbetta fou molt influent com a mestre. Els seus estudiants incloïen guitarristes d'èxit com Robert de Visée, Giovanni Battista Granata i Remy Médard, així com la reina Anna de la Gran Bretanya i el rei Lluís XIV.